# Opdracht van de Godin
De Opdracht van de Godin is een traditionele tekst die soms ter inspiratie gebruikt wordt in de neopaganistische wiccareligie. Verschillende versies zijn bekend, maar zij hebben alle dezelfde uitgangspunten, zijnde een verzameling van instucties die de Grote Godin aan haar aanbidders geeft. De bekendste versie is geschreven door Gerald Gardner, herschreven door zijn Hoge Priesteres Doreen Valiente in het midden van de jaren 50.
Een groot gedeelte van de 'Opdracht van de Godin' is gebaseerd op een passage uit Aradia, or the Gospel of the Witches (1899) van Charles Godfrey Leland